# Zebre Rugby
Zebre (en italiano "Cebras") es un equipo de rugby profesional italiano que compite en el United Rugby Championship y la Copa de Campeones desde la temporada 2012–13. Tienen su sede en Parma (Emilia-Romaña), Italia. Se rigen por la Federación Italiana de Rugby (FIR) y reemplazó al Aironi en la Pro12.
Zebre, apodada "los XV del noroeste" (en italiano, il XV del Nord-Ovest), representa los cuatro comités de Emilia-Romaña, Liguria, Lombardía y Piamonte, y Toscana septentrional, que incluye decenas de miles de miembros y varios clubes.

## Historia
La entrada de equipos italianos en la Liga Celta había sido propuesta desde hacía años. Después de varios intentos fallidos, hubo la esperanza de que se alcanzara un acuerdo sobre una entrada italiana a tiempo para la temporada 2010–11, con los Scots retrasando su apoyo para esta entrada hasta que se hicieran cambios en la estructura administrativa de la Liga Celta. En febrero de 2010, se anunció que la expansión planeada de la Liga Celta se detenía. Las razones fueron la insistencia de miembros preexistentes de que los equipos italianos pudieran ser expulsados pasados tres años. También, las exigencias financieras que la liga hacía a los italianos no podían cumplirse. Los equipos existentes dijeron que esto era para cubrir la necesidad de tener equipos más amplios para cubrir los elementos fijos y gastos adicionales de viaje. Se alcanzó un acuerdo a principios de marzo de 2010 para permitir la entrada de equipos italianos en la Liga Celta a tiempo para la temporada 2010–11. Los clubes también tendrán garantizado un lugar en la Copa Heineken anual, lo que previamente había sido concedido a los dos equipos líderes del Campeonato Nacional de Excelencia.
Italia no ha conseguido tener impacto en el Torneo de las Seis Naciones desde que se unió al campeonato en 2000. Esto se ha achacado sobre todo al hecho de que los mejores jugadores no tienen un torneo doméstico suficientemente competitivo o se ven obligados a jugar en el extranjero. El hecho de que el partido decisivo del Seis Naciones 2009 se jugara entre Gales y Irlanda con 42 jugadores de la Liga Celta de 44 en sus equipos apoyó esta idea.
Después de las solicitudes iniciales en 2010, se propuso que el Aironi se uniera junto con un nuevo equipo, Praetorians Roma, pero en lugar de eso fue seleccionado la Benetton de Treviso. Benetton Treviso y Duchi Nord-Ovest no se pusieron de acuerdo en formar un club para representar a la región del Véneto y perdió en la primera ronda de pujas a pesar de que la región fuera la casa tradicional del rugby italiano. Sin embargo, Pretorians Roma no consiguieron satisfacer a los evaluadores de su potencia financiera y Benetton Treviso fue escogida en su lugar.
Aironi luchó en su primera temporada; una victoria por sorpresa en la Copa Europea sobre Biarritz fue el único destello de una campaña en la que sólo consiguieron una victoria Pro12. Al final de la segunda temporada de lucha en la arena, Aironi sucumbió a las dificultades financieras. Su licencia de jugar tanto en la Copa Europea y Pro12 fue revocada por la Federación de Rugby de Italia. La Federación decidió contra otro club italiano doméstico asumiendo la licencia, en lugar de optar por mantener control completo de una nueva franquicia que se planteaba. En junio de 2012, se anunció que la nueva franquicia sería conocida como Zebre y se basó en Parma.
Zebre no tuvo mucho éxito en su primera temporada, 2012–13, acabando el último después de no tener una sola victoria ni en Pro12 ni en la Copa Heineken. Aunque ellos terminaron la posterior temporada 2013-14 los últimos de nuevo, su actuación empezó de nuevo, viendo su primera victoria contra Cardiff Blues en Arms Park en la Ronda 3 de Pro12, en una temporada en la que tuvieron cinco victorias en la liga, con su victoria afuera en Cardiff seguida por victorias en casa contra los Ospreys, Edinburgh, Cardiff Blues y los rivales italianos Treviso, quienes terminaron la temporada un solo punto por delante de Zebre. Lo hicieron algo peor en 2014-15, logrando sólo 3 victorias y terminando al final de la tabla por tercera temporada consecutiva. En las temporadas 2015-16 de nuevo ganaron cinco victorias incluyendo victorias una detrás de otra contra Treviso y una victoria punto bonus contra los Newport Gwent Dragons. Zebre evitó terminar en el último lugar por vez primera.

## El equipo

### Historia del nombre
Fundada en el año 1973 por el anterior capitán nacional italiano Marco Bollesan, Zebre (en italiano, "Cebras") fue elegido, en 2012, por la Federación Italiana de Rugby como el nombre de la nueva franquicia. El nombre lo había usado como un equipo de rugby seleccionado por invitación y sede en el noroeste de Italia que jugó con regularidad entre 1973 y 1997. En esos 23 años, se celebraron 25 encuentros contra equipos internacionales; y dio como resultado un elevado número de victorias para Zebre. El partido inaugural fue un test no oficial jugado en Milán en 1973 contra el equipo australiano de Randwick Sydney, que ganó 21–50. Zebre tuvo una memorable victoria 48–38 contra los Barbarians en Brescia en junio de 1997.
Dos otros equipos seleccionados con anterioridad son I Dogi (Los Dogos) con sede en Triveneto y I Lupi (Los Lobos) con base en la Italia central y meridional.

### Estadio y entrenamiento
El equipo juega en Parma en el Stadio Sergio Lanfranchi, la casa de los Crociati Parma y la Academia F.I.R. Inicialmente, el terreno se reorganizó y expandió. Zebre usualmente celebra su campamento de entrenamiento de verano en la Universidad de Parma. Jugaron un partido en la temporada Pro12 2012–13 en el Stadio Città del Tricolore de Reggio Emilia, contra Leinster.

### Jugadores
Zebre está formado sobre todo por jugadores italianos, más que por extranjeros. En 2012, de la lista inicial de 36 jugadores contratados, sólo tres eran inelegibles para jugar con Italia. Diecinueve antiguos jugadores de Aironi fueron incluidos en el equipo original. Un énfasis en el desarrollo juvenil también fue visible, con una porción significativa del equipo formado por miembros de la Academia de la Federación Italiana de Rugby.

## Anteriores jugadores
La siguiente lista contiene los jugadores que han jugado para Zebre y tienen caps por su respectivo país.
| - Luke Burgess - Kameli Ratuvou - Matías Agüero - Alberto Benettin - Mauro Bergamasco - Mirco Bergamasco - Marco Bortolami - Paolo Buso - Alberto Chillon - Paul Derbyshire | - Carlo Festuccia - Gonzalo García - Davide Giazzon - Kelly Haimona - Tommaso Iannone - Luciano Orquera - Roberto Quartaroli - Samuele Pace - Salvatore Perugini - Lorenzo Romano | - Leonardo Sarto - Josh Sole - Tito Tebaldi - Giulio Toniolatti - Michele Visentin - Samuela Vunisa - Andrei Mahu - Brendon Leonard - Mils Muliaina - Sinoti Sinoti |